# Спаниш-Таун
Спа́ниш-Та́ун (англ. Spanish Town, ям. креол. Panish Tong, досл. «испанский город») — крупнейший город и административный центр округа Сент-Кэтрин, Ямайка. Расположен в юго-восточной части Ямайки, в полутора десятках километров западнее столицы — города Кингстона.
В XVI—XIX веках являлся испанской и английской столицей Ямайки. В городе располагается множество памятников, национальные архивы, а также старейшие англиканские церкви за пределами Англии.

## История
Испанское поселение Вилья-де-ла-Вега было основано губернатором Франсиско де Гараем в 1534 году в качестве новой столицы колонии. Позднее город также стали называть Сантьяго-де-ла-Вега. Это было первое европейское поселение на юге острова. Позднее в 1655 году, когда англичане завоевали Ямайку, они переименовали поселение в Спаниш-Таун. Поскольку город сильно пострадал во время завоевания, часть административных функций была передана городу Порт-Ройал, который и стал первой неофициальной столицей английской Ямайки. В 1692 году в результате землетрясения Порт-Ройал понёс сильные разрушения, бо́льшая часть города оказалась затоплена морем, и, к тому времени полностью отстроенный, Спаниш-Таун вновь стал столицей. Город оставался столицей до 1872 года, когда она была перенесена в Кингстон.
В 1720 году известный пират Калико Джек вместе со своей командой был казнён через повешение в Спаниш-Тауне по итогам судебного процесса, проведённого губернатором сэром Николасом Лоуэсом.

## В литература
- В романе Шарлотты Бронте «Джейн Эйр» Берта Рочестер, сумасшедшая жена Эдварда Рочестера, родом из Спаниш-Тауна.